# Pagan Reign
Pagan Reign – rosyjski zespół muzyczny wykonujący muzykę z gatunku folk-pagan metal, założony w 1997.
Zespół zadebiutował w 2001 albumem studyjnym pt. Drewnyje wojny. Od tamtej pory wydali łącznie sześć płyt oraz jeden album kompilacyjny.
Wydali sześć albumów studyjnych. Tematyka tekstów Pagan Reign to Rodzimowierstwo słowiańskie. Grupa związana jest z wytwórnią Sound Age Production. W swoich utworach odwołuje się do tradycji słowiańskiej.

## Członkowie

### Obecny skład
- Orej – gitara, śpiew
- Wietrodar – gitara
- Kołdun – gitara basowa
- Dimosten – perkusja
- Łada – keyboard, flet

### Byli członkowie
- Słowien – perkusja
- Gromosław – keyboard
- Swiat – keyboard (2002–2003)

## Dyskografia

### Albumy studyjne
- Drewnyje wojny (Древние Воины, 2001)
- Otblieski sławy i wozrożdienie byłowo wieliczja (Отблески славы и возрождение былого величия, 2003)
- Udieły byłoj wiery (Уделы Былой Веры, 2004)
- Ancient Fortress (2006)
- Twierd (Твердь, 2006)
- Once Again (2018)

### Minialbumy
- Wo wremiena bylin (Во времена былин, 2005)

### Albumy kompilacyjne
- 10 let żiwia i sława (10 лет живя и славя, 2013)